# 谢瓦拉亚乌帕齐拉
谢瓦拉亚乌帕齐拉（英語：Shivalaya Upazila）是孟加拉国达卡专区马尼克干杰县的一个乌帕齐拉。
该乌帕齐拉位于23°50′00″N 89°47′30″E / 23.8333°N 89.7917°E，拥有26334户家庭、总面积为199.07 km²。根据1991年孟加拉国人口普查，该地的总人口为143842人，其中男性人口占总人口的52.42%，女性占47.58%。